# Maxime Fleischman
Pour les articles homonymes, voir Fleischman.
Maxime Fleischman (1938- ) est une femme dramaturge montréalaise, compositrice de quelques pièces théâtrales en anglais à Montréal, au Québec, au Canada. Plusieurs de ses pièces ont été présentées sous une adaptation française, notamment au Théâtre de la Place, à la Place Ville-Marie, à Montréal.

## Principales compositions théâtrales
- Osiris Cry[2]. Le Festival d'art dramatique  de l'Ouest du Québec de 1963 a reconnu "Osiris Cry" comme étant la meilleure production théâtrale dans une autre langue. Cette pièce dirigée par Kevin Fenlon avait été présentée par le Montreal Art Productions[3].
- A Mating of the Dinosaurs[4]
- Pain Beurre (pièce française en deux actes), première représentation le 20 janvier 1965 au Théâtre de la Place, à Montréal[5],[6],[7],[8]. Le 21 janvier 1965, le journaliste Jean Béraud commente la première présentation de la version française de cette pièce: "Mise en scène avec justesse, cette suite de petits tableaux du genre radio-roman, qui ne peut d’aucune façon développer un conflit assez important pour devenir une pièce de théâtre, est fort bien jouée par Micheline Gérin, Suzanne Lévesque, Roger Dauphin et Luc Durand. La traduction et la mise en scène sont de Luce Guilbaut."[9].
- Bird in the box[10],[11].
- And Nothing But, avant 1975[12],[13].
- God bless you, Harold Fineberg[14].